# Jardín Botánico de la Universidad de Gotinga
El Jardín Botánico de la Universidad de Gotinga, también conocido como Antiguo Jardín Botánico de la Universidad Georg August de Gotinga, (en alemán: Alte Botanischer Garten der Universität Göttingen) es un jardín botánico histórico de 4.5 hectáreas de extensión, administrado por la Universidad de Gotinga, Baja Sajonia, Alemania.
El código de identificación internacional del Alte Botanische Garten der Universität Göttingen como miembro del "Botanic Gardens Conservation Internacional" (BGCI), así como las siglas de su herbario es GOET.

## Localización
Se encuentra ubicado en el centro de la ciudad, y linda a un Instituto botánico (Albrecht-von-Haller-Institut für Pflanzenwissenschaften).
Botanischer Garten der Universität Göttingen, Untere Karspüle 2, D-37073 Gotinga, Baja Sajonia, Alemania.
Planos y vistas satelitales.51°32′17.52″N 9°56′12.12″E / 51.5382000, 9.9367000
Está diariamente abierto al público.

## Historia
El jardín fue establecido en 1736 por Albrecht von Haller (1708-1777) como hortus medicus, y extendido gradualmente vía plantaciones adyacentes dentro y fuera de las murallas de la ciudad.
En 1806 el jardín tenía un invernadero tropical, orangerie, y una casa de cycas; a éstos fueron agregados en 1830 un invernadero de Araceae, y otra orangerie en 1857 (reconvertida en 1910 en un recinto para helechos).
Aunque la colección de las plantas tropicales fue destruida en la Segunda Guerra Mundial, en la posguerra se volvió a recuperar y aumentada con una importante colección de plantas silvestres de Europa central.
En 1967, cuando la facultad de ciencias naturales de la universidad comenzó su relocalización en la parte norte del centro de la ciudad, dos nuevos jardines botánicos fueron allí establecidos (el Neuer Botanischer Garten der Universität Göttingen y el Forstbotanischer Garten und Arboretum), pero el jardín viejo continúa en su emplazamiento.
En uno de los cambios más recientes, su jardín sistemático fue convertido entre el 2003 al 2007 de una estructura taxonómica centenaria a una exhibición contemporánea de la genética molecular.
Algunos nombres asociados con esta institución:
- Gustav Albert Peter (1853-1937) director de 1888 a 1923.
- Carl Bonstedt (1866-1953), inspector de los jardines de 1900 a 1931.
- Herold Georg Wilhelm Johannes Schweickerdt (1903-1977), inspector de los jardines de 1940 a 1964.

## Colecciones
Actualmente el jardín contiene unas 17.500 accesiones que representan cerca de 14.000 especies, y conforman una de las colecciones científicas más grandes y más significativas de plantas en Alemania. Contiene colecciones importantes de:
- Bromelias, con cerca de 1.500 especies y variedades, incluyendo 500 especies de Tillandsia solamente,
- Cactus, con aproximadamente 1.500 especies,
- Helechos, con unas 550 especies, incluyendo algunos de los helechos más raros de Centroeuropa),
- Plantas acuáticas de estanques y pantanos con unas 300 especies
- Musgos con 100 especies.

Sus áreas expositivas más importantes incluyen,
- Jardín sistemático, con 1.200 especies,
- Arboreto,
- Estanque,
- Rocalla,
- Colección de plantas útiles y plantas medicinales
- Colección de malas hierbas.
- Invernaderos, en sus ocho invernaderos albergan bromelias, orquídeas, plantas carnívoras, las plantas de la selva tropical, las plantas de aguas tropicales, cycas, aroides, los cactus y otras plantas suculentas, y helechos.

Tres túneles debajo de la muralla de la ciudad interconectan las secciones interiores y exteriores del jardín botánico.
Numerosas zonas del jardín no han cambiado desde hace un siglo, lo que atrae a una rica fauna de insectos, de reptiles y de anfibios.

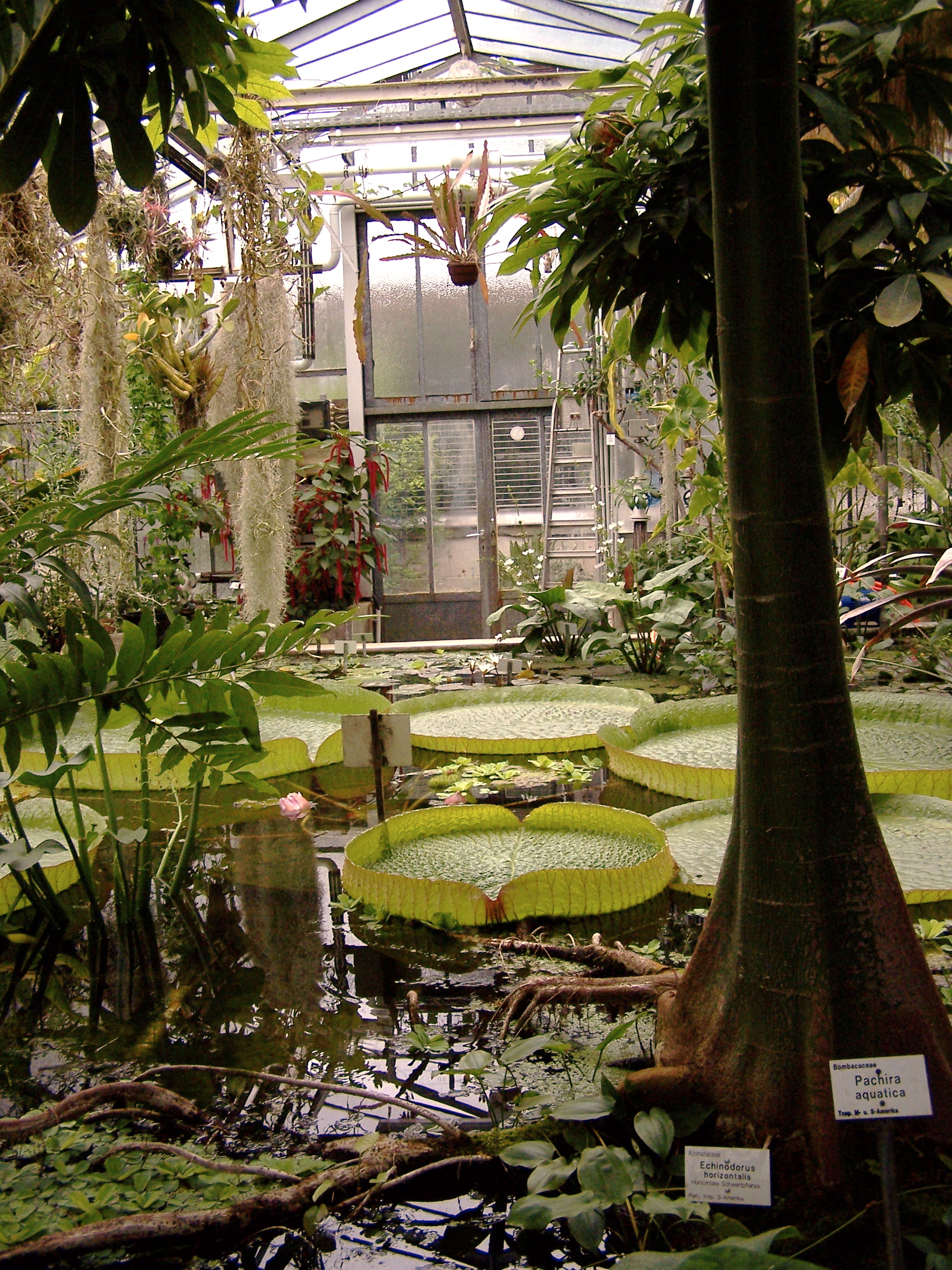
La casa de las Victoria regia en el "Alte Botanische Garten der Universität Göttingen".
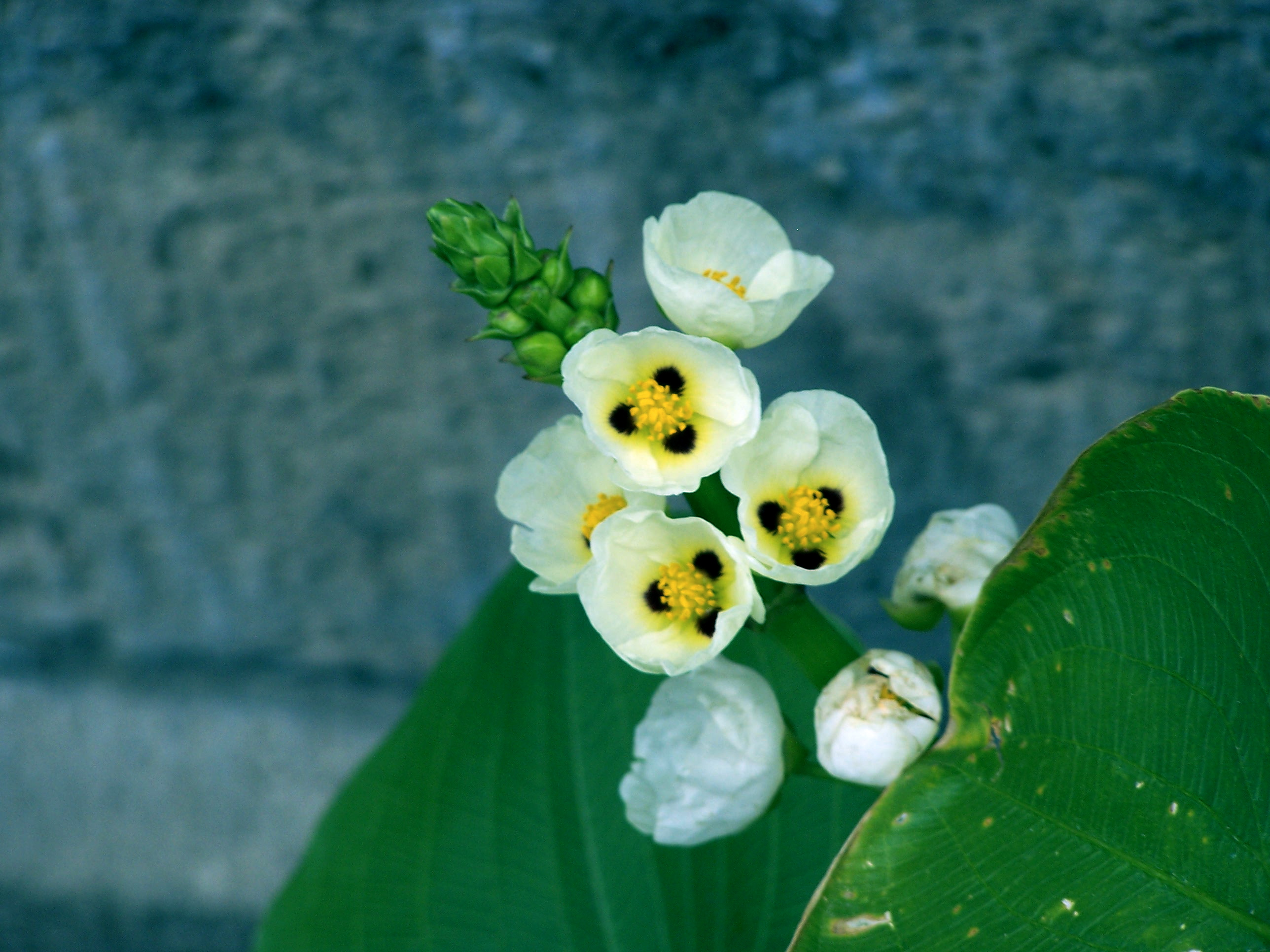
Floración de Sagittaria montevidensis en el "Alte Botanische Garten der Universität Göttingen".
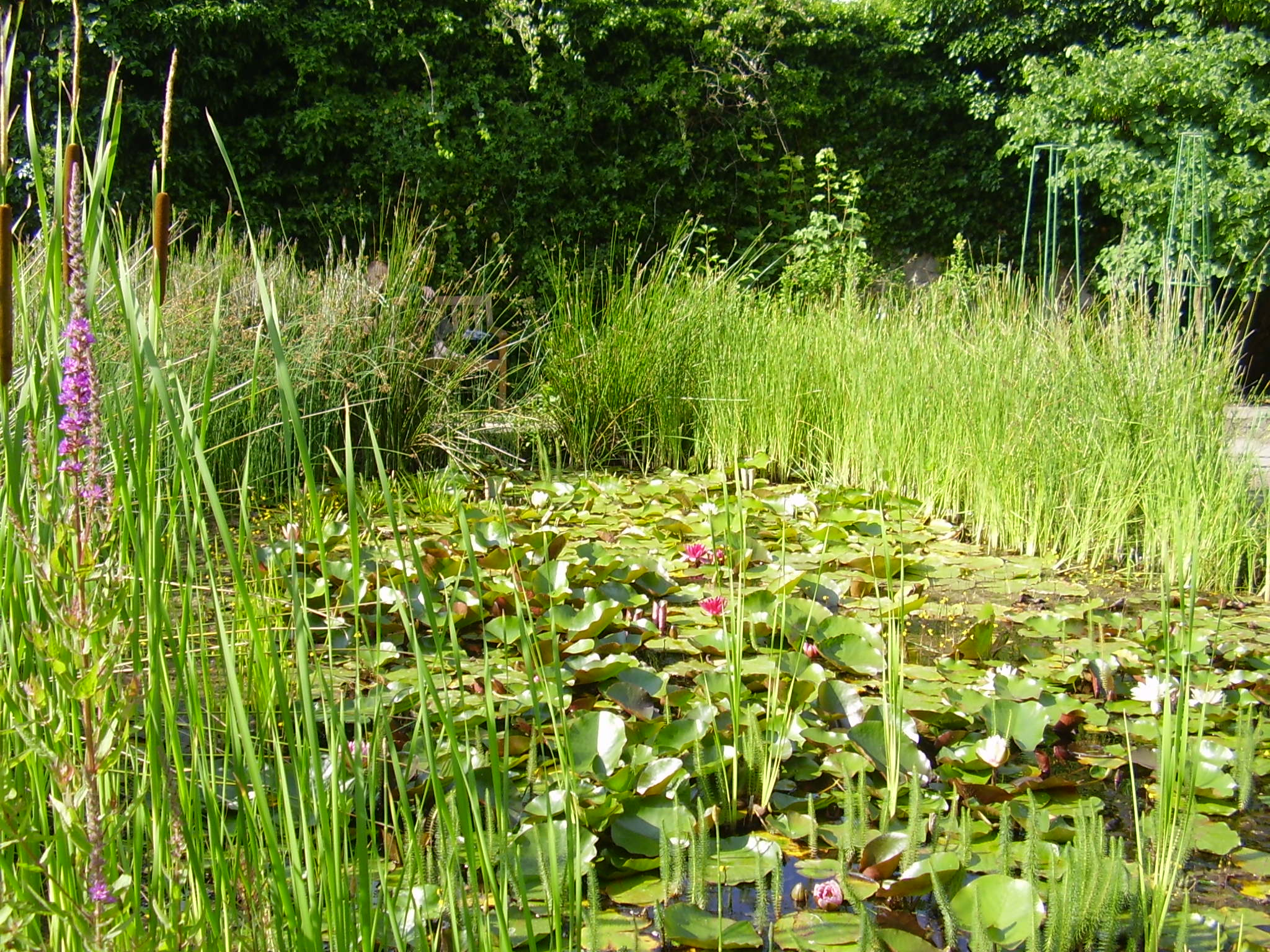
Charca con plantas acuáticas y de humedal en el "Alte Botanische Garten der Universität Göttingen".